# Loxsoma cunninghamii
Loxsoma cunninghamii är en ormbunkeart som beskrevs av Robert Brown. Loxsoma cunninghamii ingår i släktet Loxsoma och familjen Loxsomataceae. Inga underarter finns listade.